# Heavenly Music
Heavenly Music ist ein US-amerikanischer Kurzfilm aus dem Jahr 1943, der von MGM nach einer Erzählung von Reginald Le Borg produziert wurde.

## Handlung
Der Komponist, Bandleader und Sänger Ted Barry steht vor dem Himmelstor. Bevor er jedoch in die himmlische Halle der Musik eintreten kann, wird seine Arbeit von einem Ausschuss untersucht, der dann entscheidet, ob er eintreten darf. Zum Ausschuss gehören die klassischen Komponisten Ludwig van Beethoven, Richard Wagner, Johannes Brahms, Pjotr Tschaikowski, Franz Liszt, Frédéric Chopin, Niccolò Paganini, Nikolai Rimski-Korsakow, Johann Strauss sr. und Johann Strauss jr.
Das Hauptkriterium ist, dass Barrys Musik zeitlos wie die klassischen Werke der Komponisten ist. Sie glauben nicht, dass die aktuell populäre Musik diesen Standard erreicht. Barry bekommt 10 Minuten für eine Komposition. Mit der Hilfe des Engels Joy, ein großer Fan von ihm, komponiert Barry den Song Heavenly Music.

## Auszeichnungen
Der Film gewann 1944 den Oscar in der Kategorie Bester Kurzfilm (2 Filmrollen).

## Hintergrund
Die Premiere fand am 1. Mai 1943 statt.